# Bence Bogányi
Bence Bogányi (* 1976 in Vác) ist ein ungarischer Fagottist und Hochschullehrer.

## Leben
Der Sohn einer ungarischen Musikerfamilie studierte nach erstem Fagottunterricht in Ungarn in Helsinki bei László Hara und anschließend an der Sibelius-Akademie bei Jussi Särkkä. Nach Studien bei Asger Svendsen in Malmö und an der Hochschule für Musik Detmold bei Helman Jung schloss er 2004 sein Studium an der Hochschule für Musik „Hanns Eisler“ Berlin bei Klaus Thunemann im Konzertexamen mit Auszeichnung ab.
Von 1997 bis 2002 war Bogányi Solo-Fagottist an der Finnischen Nationaloper, danach in derselben Position beim Philharmonischen Orchester Helsinki. 2005 wurde er Solo-Fagottist beim Rundfunk-Sinfonieorchester Berlin und seit 2007 ist er in gleicher Position bei den Münchner Philharmonikern. Seit 2009 ist Bogányi Professor für Fagott an der Hochschule für Musik Nürnberg.
Der finnischen Komponist Kalevi Aho schrieb für ihn ein Fagottkonzert, welches 2005 von Bogányi in Helsinki uraufgeführt wurde.
Er ist Bruder des Pianisten Gergely Bogányi.

## Auszeichnungen
- 1997 – 1. Preis beim Internationalen Bernhard-Crusell-Wettbewerb in Finnland
- 2002 – Sonderpreis des Bärenreiter-Verlages beim Internationalen Musikwettbewerb der ARD in München
- 2004 – 2. Preis beim Internationalen Musikwettbewerb „Jean Françaix“ in Paris
- 2006 – 1. Preis beim Internationalen „Fernand Gillet – Hugo Fox“-Wettbewerb der International Double Reed Society in Indianapolis
- 2006 – 2. Preis und Publikumspreis zusammen mit dem Quintett Chantily beim Internationalen Musikwettbewerb der ARD in München.